# Gare de Chamelet
La gare de Chamelet est une gare ferroviaire française située sur le territoire de la commune de Chamelet dans le département du Rhône en région Auvergne-Rhône-Alpes.

## Situation ferroviaire
Établie à 309 m d'altitude, la gare de Chamelet est située au point kilométrique (PK) 74,576 de la ligne de Paray-le-Monial à Givors-Canal entre les gares de Lamure-sur-Azergues et de Bois-d'Oingt - Légny.

## Service voyageurs

### Accueil
Halte SNCF, c'est un point d'arrêt non géré (PANG) à entrée libre. La gare ne dispose pas de distributeur automatique de billets TER, les seuls équipements étant un abri, un parking à vélos, un validateur pour la carte régionale OùRA!.

### Desserte
Chamelet est desservie par des trains du réseau TER Auvergne-Rhône-Alpes (ligne Paray-le-Monial - Lyon).

### Intermodalité
Un parking automobile se trouve à proximité.

## Patrimoine ferroviaire
Le bâtiment de gare n'a aujourd'hui plus d'utilisation par la SNCF, il s'agit d'un logement privé.